# Adéodat Thérien
Pour les articles homonymes, voir Thérien (homonymie).
Joseph-Adéodat Thérien, né le 22 novembre 1861 à Sainte-Anne-des-Plaines au Québec et mort le 25 février 1936, est un missionnaire de la congrégation des Oblats de Marie-Immaculée, et le fondateur de la communauté métisse francophone de Saint-Paul-des-Métis dans la province de l'Alberta au Canada.

## Biographie
Joseph-Adéodat Thérien fut le curé de Saint-Paul-des-Métis de juillet 1896 à décembre 1905 puis d'avril 1907 à avril 1918.
La ville fut colonisée dès 1896 par la communauté métisse (issue de l'union des Amérindiens de la Nation Cris et des Canadiens-français), sous le nom de Saint-Paul-des-Métis, sur les bords du lac des œufs. Le père Albert Lacombe organise la colonisation. Mais déjà âgé, il confie au père Joseph-Adéodat Thérien la tâche d’organiser et de maintenir la colonie.
En 1897, la petite colonie compte cinquante familles canadiennes-françaises. Chapelle, presbytère, scierie et moulin sont construits, puis les missionnaires oblats, assistés des sœurs de l’Assomption, décident d’implanter un internat pour assurer l’éducation des enfants de la communauté.
Le manque de familles métisses habitant Saint-Paul-des-Métis inquiétait Joseph-Adéodat Thérien.
En 1902, le père Émile-Joseph Legal curé de Saint Albert vint aider son confrère et fonder un pensionnat.
En 1908, Thérien obtint du gouvernement de permettre l’établissement de Canadiens-Français sur la réserve des Métis. La cité pouvait accueillir des immigrants extérieurs à la communauté métisse.